# Dolores González Nicolás
Dolores González Nicolás (El Puntal, pedanía de Espinardo, actualmente barrio de Murcia, 18 de junio de 1917 - Barcelona, 29 de noviembre de 2018), conocida como La Lola, fue una activista antifascista española y luchadora vecinal.

## Trayectoria
Nacida en Murcia, durante su infancia trabajó en el campo y desde joven sirvió a hogares acomodados para ganarse la vida. Su familia, comprometida con la causa republicana, sufrió la represión franquista, incluyendo penas de muerte, y su marido estuvo en las cárceles franquistas, siendo perseguido durante muchos años. Esta situación fue el motivo de su emigración a Barcelona.
Hasta la década de 1950 vivió en el Campo de la Bota donde su hogar se convirtió en un refugio para los miembros clandestinos del Partido Comunista y de Comisiones Obreras (CCOO). Tanto ella como su marido permanecieron en la clandestinidad hasta los años 70. Posteriormente se trasladó al barrio del Poblenou (Pueblo Nuevo), donde participó activamente en las luchas sociales de base, especialmente en apoyo a la población migrante.
En 2001, durante la ocupación de la iglesia del Sagrat Cor por parte de inmigrantes en situación irregular, González Nicolás les proporcionó alimentos y cuidado, mostrando un compromiso destacado con su causa.
A lo largo de su vida, Dolores González Nicolás formó parte de la Asociación Catalana de Expresos Políticos del Franquismo, estuvo afiliada al Partido Comunista de Cataluña (PCC) y también fue socia de la Asociación de Vecinos del Poblenou.

## Reconocimientos
En mayo de 2019 la compañía teatral 'La Voz Ahogada' llevó a escena la historia de su vida. La obra, presentada en el Centro Cívico Besòs fue parte de un proyecto escénico de Iván Campillo y Mireia Clemente, surgido a partir de una petición popular de sus vecinos del Poblenou.
En marzo de 2023, fue una de las mujeres homenajeadas por el Ayuntamiento de Barcelona en el marco de la campaña Ciutat de Dones (Ciudad de Mujeres).